# Gand-Wevelgem 2002
La 64e édition de la course cycliste Gand-Wevelgem a eu lieu le 10 avril 2002 sur une distance de 208 km. Elle est remportée par l'Italien Mario Cipollini de l'équipe Acqua & Sapone.

## Résumé de la course
Lors du premier passage du Mont Kemmel, 21 coureurs sont tête. Parmi eux, la plupart des favoris. La course se joue à 35 kilomètres de l'arrivée lors du second passage du Mont Kemmel quand quatre hommes s'isolent en tête de la course. Il s'agit des Américains George Hincapie, vainqueur l'année précédente et Fred Rodriguez, du Belge Hendrik Van Dyck et du Slovène Martin Hvastija. Mais quatre kilomètres plus loin, le quatuor est rattrapé par l'Italien Mario Cipollini qui opère seul la jonction. À Wevelgem, le sprint est logiquement remporté par Cipollini.

## Classement
|    | Cycliste         | Équipe            | Temps      |
| -- | ---------------- | ----------------- | ---------- |
| 1  | Mario Cipollini  | Acqua & Sapone    | 4h 39' 00" |
| 2  | Fred Rodriguez   | Domo-Farm Frites  | m. t.      |
| 3  | George Hincapie  | US Postal         | m. t.      |
| 4  | Hendrik Van Dyck | Palmans-Collstrop | m. t.      |
| 5  | Martin Hvastija  | Alessio           | + 10".     |
| 6  | Robert Hunter    | Mapei-Quick Step  | + 1' 29"   |
| 7  | Tom Boonen       | US Postal         | + 1' 29"   |
| 8  | Erik Zabel       | Team Telekom      | + 1' 29"   |
| 9  | Tristan Hoffman  | CSC-Tiscali       | + 1' 29"   |
| 10 | Johan Museeuw    | Domo-Farm Frites  | + 1' 29"   |